# Gideåbergsmyrarna
Gideåbergsmyrarna är ett naturreservat i Sollefteå kommun i Västernorrlands län.
Området är naturskyddat sedan 1968 och är 139 hektar stort. Reservatet består av flera myrar och gransumpskog.